# マノリス・シオピス
マノリス・シオピス（ギリシア語: Μανώλης Σιώπης, 1994年5月14日 - ）は、ギリシャ・ティケロ出身のサッカー選手。EFLチャンピオンシップ・カーディフ・シティFC所属。ギリシャ代表。ポジションはMF。弟のディミトリオス・シオピスもサッカー選手。

## 経歴
2014年8月1日、パニオニオスFCに加入した。2016年6月1日には、2015-16シーズンにおけるファン投票でのMVPに選ばれた。
2016年11月23日、オリンピアコスFCに加入したが、2017年8月30日にはパニオニオスに再び期限付き移籍した。
2018年8月27日、アリス・テッサロニキと2年契約を結んだ。
2019年6月30日、アランヤスポルに加入した 。
2021年夏、トラブゾンスポルと3年契約を結んだ。
2023年8月18日、カーディフ・シティFCに3年契約で移籍した。

## タイトル
トラブゾンスポル
- スュペル・リグ：2021-22
- トルコ・スーパーカップ：2022